# 里夫爾 (伊利諾伊州)
里夫爾（英語：Riffle）是位於美國伊利諾伊州克萊縣的一個非建制地區。該地的面積和人口皆未知。

## 地理
里夫爾的座標為38°48′19″N 88°33′51″W / 38.80528°N 88.56417°W，而該地的平均海拔高度為153米（即502英尺）。